# Nihilumbra
Nihilumbra (от лат. nihil [ˈnihil] — «ничто», и umbra [ˈʊm.bra] «тьма»; «Вне Бездны») — компьютерная игра в жанре платформера-головоломки, разработанная испанской студией BeautiFun Games. Впервые игра вышла на iOS в июне 2012 года и была переведена на 7 языков.

## Игровой процесс
Как и в любом платформере, задача игрока в Nihilumbra — контролируя персонажа, пройти каждую локацию от начала до конца, попутно решая головоломки. В игре есть безымянный рассказчик, который будет, рассказывая сюжет, направлять игрока на протяжении всей игры и помогать советами. Есть несколько врагов, которых игрок должен избегать, так как вначале нет никакого способа победить их, и ряд препятствий, таких как шипы и пушки. Мир игры разделён на шесть локаций, которые исследует главный герой: Бездна, Морозный утёс, Лес жизни, Пустыня пепла, Вулкан, Город. Каждая локация разбита на 8 уровней, кроме локации "Морозный утёс", где расположено 9 уровней. На всех уровнях, кроме последнего, время на прохождение не ограничено, и игрок может думать и спокойно экспериментировать. По мере прохождения уровней игроку даются новые цвета, с помощью которых можно рисовать на незахваченной Бездной местности, изменяя её свойства:
- Стихия Голубой воды делает поверхности скользкими.
- Стихия Зелёной Земли делает поверхности пружинящими, благоадря чему можно прыгать выше и забираться в труднодоступные места.
- Стихия Бурого песка делает поверхности вязкими, благодаря чему можно цепляться к стене или потолку.
- Стихия Красного огня поджигает поверхность и врагов.
- Стихия Жёлтой молнии проводит электричество к различным устройствам — например, дверям.

Запас краски ограничен, но она пополняется в точках сохранений.
После первого прохождения игры открывается Режим Умбры, в котором игра становится значительно сложнее, а комментарии Рассказчика отсутствуют.

## Сюжет
Игра повествует о Рождённом и его приключении — поиске себя и попытке спастись от неизбежного проклятия.
Главный герой был «рождён» в абсолютной пустоте, Умбре (Бездне). Однако ему удалось отделиться от пустоты и появиться в мире. Рождённый — ничто и никто, он начинает свою жизнь с чистого листа, для него всё ново. С этого момента начинается его путешествие, в котором ему предстоит набраться опыта и научиться пользоваться приобретёнными навыками. Однако цена за достижение познаний высока. Бездна должна быть едина. Она стремится поглотить свою частицу и будет продолжать преследование, уничтожая и пожирая всё на своём пути. Оставаясь в живых, Рождённый обрекает все места, по которым следует, на неминуемое уничтожение Бездной.

## Другие версии
Версия игры для Wii U, впервые анонсированная Nintendo Direct Europe в августе 2013 года, была выпущена 14 мая 2015 года.
Версия игры для ПК прошла Steam Greenlight и 25 сентября 2013 года была выпущена версия Nihilumbra для Microsoft Windows, MacOS и Linux, с обновлённой графикой, саундтреком и озвученными репликами Рассказчика.
Nihilumbra была выпущена в рамках Playstation Plus в январе 2016 года на PlayStation Vita.
Версия для Nintendo Switch вышла 3 мая 2018 года.

## Критика
На момент выпуска Nihilumbra получила в целом положительные отзывы, общая оценка 86 баллов на Metacritic (на основании 12 обзоров критиков), 85,71 % на GameRankings (на основании 7 обзоров), и 8/10 на ComboCaster. Версия для iOS, набравшая 86 баллов, является второй по рейтингу испанской игрой на Metacritic.